# Mateo Pérez Galeote
Mateo Pérez Galeote (Fuenlabrada, 1680 - Madrid, 1726) fue un jurista español de comienzos del siglo XVIII. 

## Biografía
Se doctoró por la Universidad de Salamanca, y fue Catedrático de Sexto y Clementinas (1700–1701), de Vísperas (1701–1703), de Decreto (1703–1705) y de Prima de Cánones (1705–1708) en dicha universidad.
En los años posteriores trabaja como fiscal de la Chancillería de Valladolid (1708–1713), fiscal del Consejo de Hacienda (1713–1715), y en junio de 1715 es nombrado fiscal del Consejo de Castilla. Sus aspiraciones políticas por aquel entonces van encaminadas a conseguir un puesto como Consejero Real, para lo cual era necesario pertenecer a la nobleza. A pesar de sus orígenes humildes, hijo de labradores, en febrero de 1721 el fiscal logra un expediente provisional de reconocimiento de hidalguía por parte de la Chancillería de Valladolid. Para ello recurre a una carta ejecutoria de hidalguía de la Chancillería de Valladolid de 1537 a nombre de Juan Pérez Calderón, de Gallinero (Asturias), supuesto tatarabuelo de don Mateo.
Las exenciones fiscales que conllevaba la nueva condición de hidalgo generó conflicto con los vecinos de su localidad natal, Fuenlabrada, que en diciembre de 1721 iniciaron un pleito contra Mateo Pérez Galeote y su hijo, Anacleto Ventura Pérez de la Parra, poniendo en duda que fueran descendientes directos del tal Juan Pérez Calderón, y por tanto cuestionando su condición de hidalgos. Sin embargo, en agosto de 1722 se dicta sentencia en favor de los Pérez Galeote. Entretanto, en enero de 1722, Mateo Pérez Galeote ya había sido nombrado miembro del Consejo de Castilla, puesto en el que permanece hasta su muerte en noviembre de 1726.